# Club América Premier
El Club América Premier fue un equipo filial, sin derecho a ascenso, del Club América de la Primera División de México. Participó en el Grupo 2 de la Serie A de la Segunda División de México. Jugó sus partidos de local en la cancha número 2 de las instalaciones del Club América.

## Historia
El 25 de mayo de 2015 se anunció que los 18 equipos de Primera División tendrían un equipo filial en la Liga Premier de la Segunda División, para que los jugadores que superen los 20 años de edad y ya no puedan participar en la categoría Sub-20 se mantengan activos. Así, América fundó la filial de Segunda División llamándola "América Premier", utilizando como base al Club América Coapa que participaba en la Liga de Nuevos Talentos.
En 2017 el equipo ganó el campeonato de filiales de la Segunda División.
El 27 de mayo de 2019 el equipo fue eliminado por la directiva del América a la espera del surgimiento de una liga Sub-23 para los equipos participantes de la Liga MX.

## Temporadas
| Apertura 2015 | Segunda LPA     | 3.º Grupo III                    |
| Clausura 2016 | Segunda LPA     | 14.º Grupo III                   |
| Apertura 2016 | Segunda LPA     | 10.º Grupo III                   |
| Clausura 2017 | Segunda LPA     | 4.º Grupo III (Campeón Filiales) |
| Apertura 2017 | Segunda Serie A | 9.º Grupo II                     |
| Clausura 2018 | Segunda Serie A | 6.º Grupo II (Cuartos Filiales)  |
| 2018-19       | Segunda Serie A | 13.º Grupo II                    |

## Palmarés
| Competición nacional  | Títulos       | Subcampeonatos |
| --------------------- | ------------- | -------------- |
| Serie A de México (1) | Clausura 2017 |                |